# Гага-гребенушка

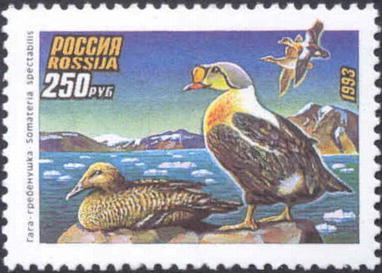
Почтовая марка России

Га́га-гребену́шка (лат. Somateria spectabilis) — крупная морская утка, гнездится в прибрежной тундре вдоль арктического побережья Евразии и Северной Америки, на островах Северного Ледовитого океана. Остальную часть времени проводит в литоральной зоне моря, где добывает себе корм на дне. Питается моллюсками, ракообразными, личинками насекомых, иглокожими и другими водными беспозвоночными. Своё русское название приобрела благодаря уплощённому жировому наросту в основании клюва, напоминающего гребень. Образ жизни во многом схож с образом жизни обыкновенной гаги, с которой нередко встречается вместе и образует гибридные формы. Однако в отличие от последней, стай не образует и, как правило, гнездится парами. Лишь изредка встречается небольшими разреженными колониями.

## Описание

### Внешний вид
Несколько меньше обыкновенной гаги и в сравнении с ней обладает более стройным телосложением. Длина тела 55—62 см, размах крыльев 86—102 см, вес самцов 1100—2300 г, вес самок 1200—2200 г. Селезень в брачном наряде обладает красочным оперением, по которому его легко отличить от других видов. Наиболее выделяется голова: её верх и затылок голубовато-серые с фиолетовым оттенком, щёки бледно-зелёные, клюв карминово-красный, на лбу развит оранжевый нарост в виде гребня, окаймлённый чёрными полосками. Нижняя часть шеи и грудь розовато-оранжевые, передняя часть спины белая, остальная часть корпуса чёрная с белыми пятнами по бокам надхвостья и белым «зеркалом». На плечах имеются торчащие перья треугольной формы, называемые «парусами». В полёте испод крыла выглядит светлым, как у обыкновенной гаги. Летом самец приобретает тёмно-бурый окрас, украшенный беловатыми перьями на спине и зобу. Ноги серовато-жёлтые либо буровато-оранжевые.
Самка имеет пёстрое тёмно-бурое оперение, несколько более светлое и чёткое весной и в начале лета. На голове и спине на буром фоне развиты узкие чёрные штрихи, на спине чёрные основания перьев чередуются с рыжими каёмками, брюхо монотонное коричнево-бурое. Нижняя часть крыла такая же светлая, как и у самца, однако в отличие от него (а также от самки обыкновенной гаги) имеет тонкую рыжую каёмку по переднему краю. Самку гаги-гребенушки также можно отличить от самки обыкновенной гаги, а также от самок синьги и турпана, по форме клюва: у гребенушки он более короткий и тёмный; вырезы оперения со стороны щёк и со стороны лба имеют примерно равную длину, тогда как у обыкновенной гаги вырез со стороны щеки заметно длиннее и почти достигает ноздрей. Молодые птицы похожи на взрослую самку, но имеют более тусклое бурое оперение. Там, где у самки на спине и боках чёткий V-образный чёрный рисунок, у молодых он смазан и выглядит более монотонным.

## Распространение

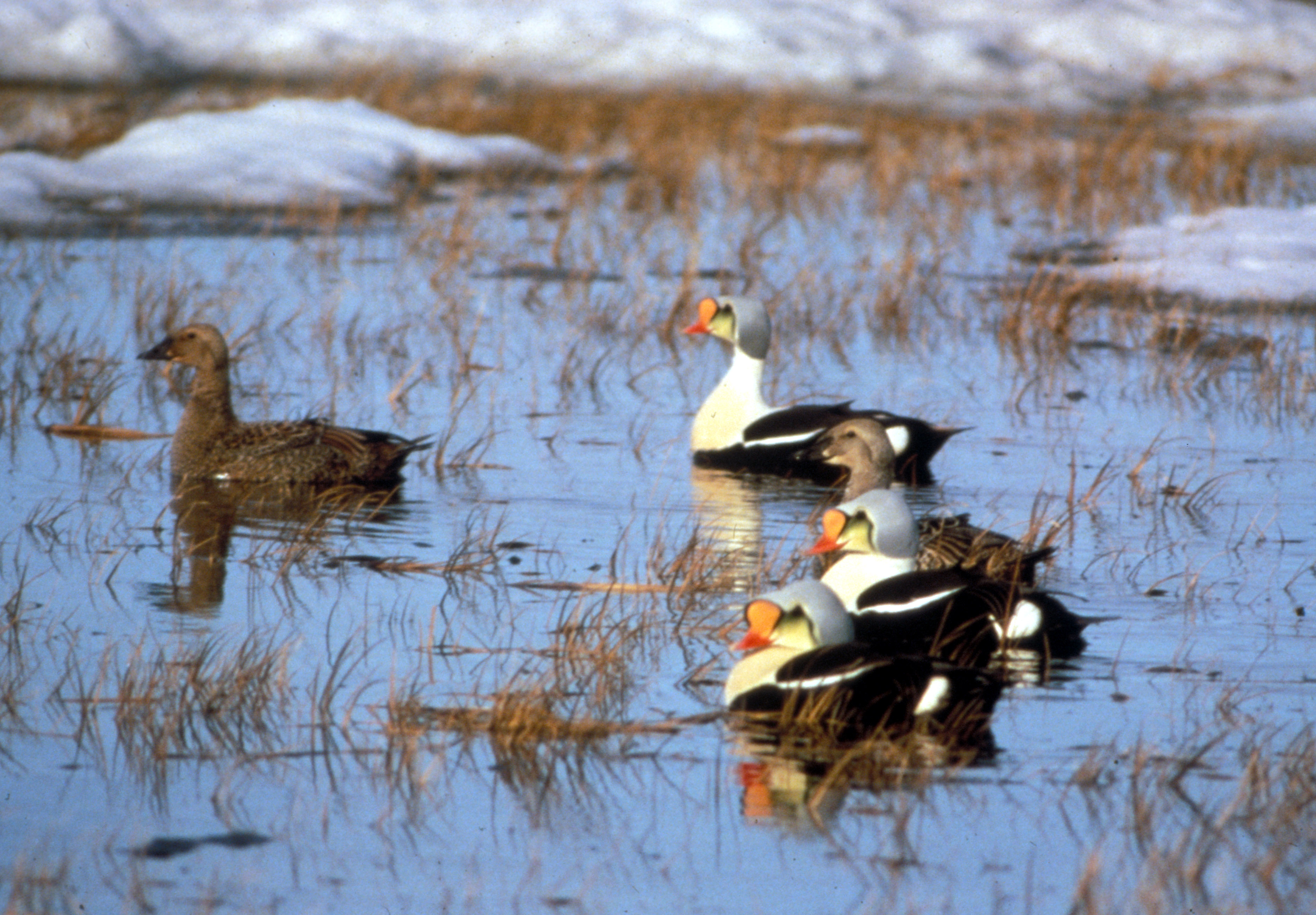
Три самца и две самки

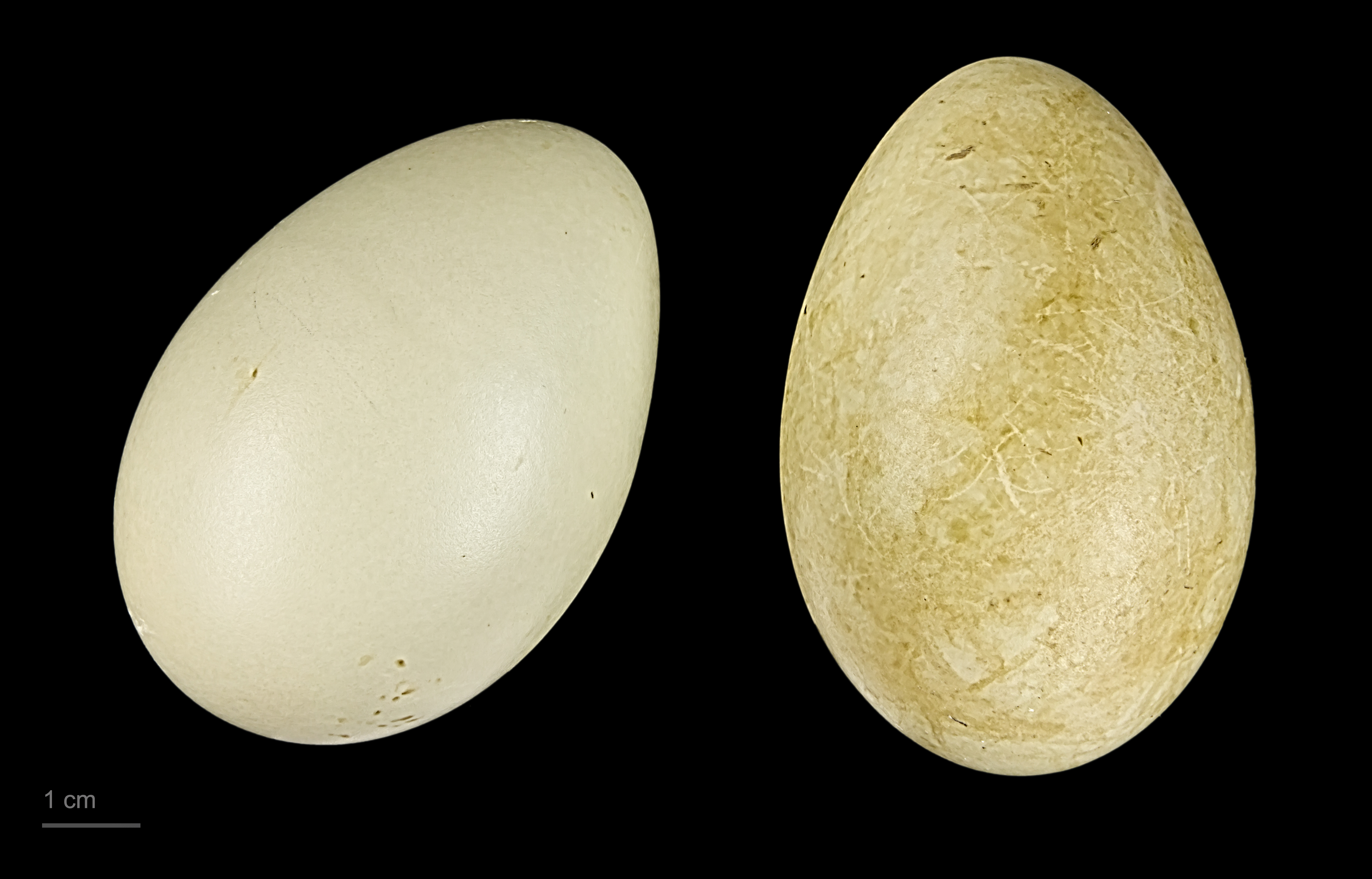
яйцо Somateria spectabilis - Тулузский музеум

### Гнездовой ареал
Распространение кругополярное, однако птицы отсутствуют в промежутке между Исландией и Норвегией, где течение Гольфстрим делает воду для них слишком тёплой. В Евразии гнездится в прибрежной полосе от полуострова Канин к востоку до восточной оконечности Чукотки, далее к югу и западу до залива Креста, а также на арктических островах: Колгуев, Вайгач, Новая Земля, Белый, Новосибирских и Врангеля. На севере европейской части устраивает гнёзда только на Шпицбергене, лишь изредка появляется к западу до Мурмана и Кандалакшского залива в Белом море. На западном побережье Америки гнездится к югу до полуострова Сьюард, на восточном к югу до Гудзонова залива, залива Джеймса и северного Лабрадора. Гнездится повсюду на островах Канадского архипелага, а также на побережьях (кроме южного) Гренландии.

### Зимний ареал
Перелётная птица, зимует на незамёрших участках моря к югу до южного побережья Гренландии, Исландии (где редка), Норвегии, Камчатки, Алеутских островов и Ньюфаундленда. При этом решающее значение имеет не температура воздуха, а состояние воды — нередко утки собираются у самой кромки льда. Птицы, гнездящиеся на Шпицбергене и в арктических регионах России к востоку до западного Таймыра, на зиму перемещаются в западном направлении — большей частью в районы Белого Моря и территориальных вод Норвегии. Небольшая часть птиц, зимующая в Исландии, по всей видимости прилетает из Канады, Гренландии и Шпицбергена. В ноябре 2020 года залётная утка была отмечена в Москве.

### Места обитания
В отличие от обыкновенной гаги, гребенушка в сезон размножения напрямую не связана с морским побережьем и часто залетает на расстояние до 50 км (изредка до 100 км) вглубь материка. Гнездится на низинных участках арктической и типичной тундры, в южной полосе тундры встречается крайне редко. Обычно селится возле мелководных пресноводных водоёмов с густой травянистой растительностью — озёр, луж, болот, мелких речек. Во внегнездовой период проводит время в открытом море, зачастую вдали от берега, однако там, где глубина позволяет добывать себе пищу.

## Питание
Питается разнообразными донными беспозвоночными, в том числе моллюсками, ракообразными (в том числе крабами) и морскими ежами, которых добывает в море. Во время размножения кормится в пресноводных водоёмах тундры, в больших количествах поедая личинок насекомых (в том числе ручейников и комаров) и рачков. В небольших количествах употребляет в пищу растительные корма — семена и вегетативные части трав, злаков и водных растений. В море иногда кормится водорослями, морской травой взморником (Zostera) и руппией морской (Ruppia maritima). Способна нырять на глубину до 50 м, однако чаще всего находит пищу там, где глубина не превышает 15 м. Под водой проводит от одной до двух минут — в среднем дольше, чем обыкновенная гага.

## Размножение

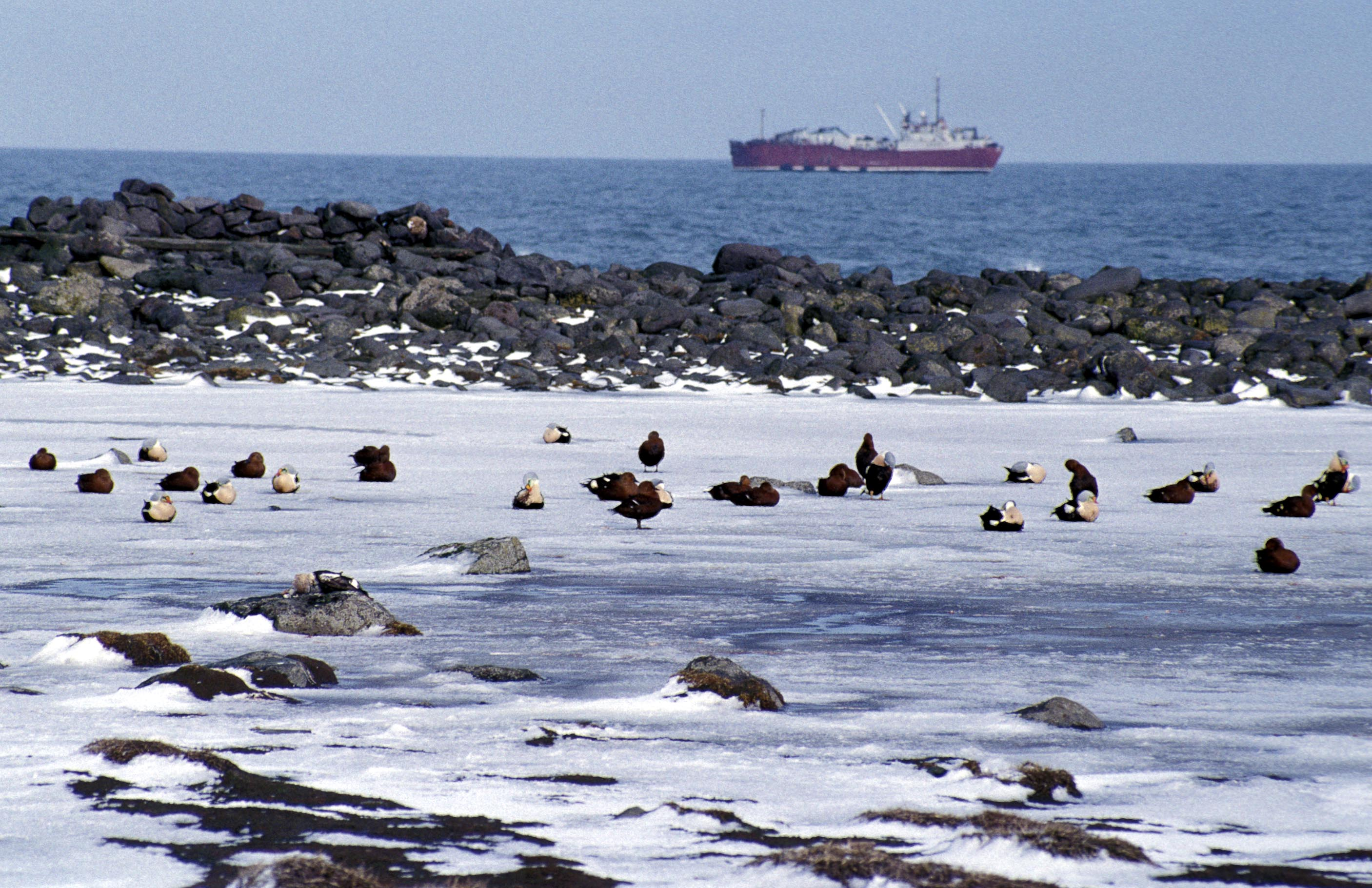
Гаги на побережье

Половая зрелость наступает в возрасте 3-х лет. К размножению приступает в июне, когда посреди тундры появляются первые проталины. Как правило, гнездится отдельными парами с расстоянием между гнёздами не менее 100 м; изредка образует небольшие разрозненные колонии, иногда вместе с гусями и чайками. Образование пар происходит ещё до прилёта к гнездовым участкам, на местах птицы нередко держатся стаями у берега до начала таяния снега. Брачное поведение такое же, как у обыкновенной гаги — самцы со взмахами крыльев приподнимаются на воде, запрокидывают голову и издают громкий троекратный крик «арр…арр…крр». Между самцами нередки ссоры, иногда доходящие до драки.
Гнездо обычно на сухом месте недалеко от пресноводного водоёма. Чаще всего оно открыто сверху, однако иногда может быть укрыто в тени валуна либо травянистой кочки. Гнездо представляет собой небольшое углубление в земле диаметром около 25 см, выложенное скудной растительностью и большим количеством тёмно-серого пуха, который самка выщипывает из своей груди. В сравнении с обыкновенной, пух у гребенушки более тёмный и довольно грубый на ощупь. В полной кладке 4—8 (чаще всего 5—6) яиц голубовато-, буровато-зелёного либо оливкового цвета. Размеры яиц (61—71) х (41—47) мм. Продолжительность насиживания 22—24 дня. Сидит очень плотно одна самка, её даже можно приподнять с гнезда, окольцевать и посадить обратно. Самец первые дни находится неподалёку, однако затем удаляется и вместе с другими самцами отлетает в места сезонной линьки. Появившиеся на свет птенцы покрыты пухом — серовато-коричневым сверху и беловатым снизу. Немного обсохнув, они следуют за матерью к ближайшему водоёму, где хорошо ныряют и самостоятельно добывают себе корм. Спустя несколько дней выводок иногда перемещается от небольшой речки или озера к морю, однако в любом случае самка остаётся с утятами до тех пор, пока они не научатся летать. Нередко выводки объединяются, и со стороны можно увидеть большое количество утят в сопровождении одной взрослой птицы.